# 莫利尼科斯
莫利尼科斯，是西班牙卡斯蒂利亚-拉曼恰自治区阿尔瓦塞特省的一个市镇。 总面积144km², 总人口1180人（2001年），人口密度8人/km²。